# Lopez (Quezon)
Lopez ist eine philippinische Stadtgemeinde in der Provinz Quezon, in der Verwaltungsregion IV, Calabarzon. Sie hat 95.167 Einwohner (Zensus 1. August 2015), die in 94 Barangays lebten. Sie wird als Gemeinde der ersten Einkommensklasse auf den Philippinen eingestuft. 
Lopez liegt im Süden der Bucht von Lamon, an deren Küste liegen kleinere Mangrovenwälder. Ihre Nachbargemeinden sind Catanauan und General Luna im Süden, Macalelon im Südwesten, Calauag im Nordosten, Gumaca im Westen, Buenavista und Guinayangan im Osten. Der Maharlika Highway verbindet die Gemeinde mit der Provinzkapitale Lucena City. Die Topographie der Stadt ist gekennzeichnet durch Flachländer, sanfthügelige und gebirgige Landschaften. Auf dem Gebiet der Gemeinde liegt das Naturschutzgebiet Lopez Watershed Forest Reserve.
Lopez wird über den Maharlika Highway und durch die Eisenbahn mit der Bicol-Region und der Hauptstadtregion Metro Manila verbunden. Die täglichen Eisenbahnverbindung wird von der Philippine National Railways betrieben.
In der Gemeinde befindet sich ein Campus der Polytechnic University of the Philippines und der Philippine Normal University.

## Baranggays
| - Burgos (Poblacion) - Danlagan (Poblacion) - Gomez (Poblacion) - Magsaysay (Poblacion) - Rizal (Poblacion) - San Lorenzo Ruiz (Poblacion) - Talolong (Poblacion) - Bacungan - Bagacay - Banabahin Ibaba - Banabahin Ilaya - Bayabas - Bebito - Bigajo - Binahian A - Binahian B - Binahian C - Buenavista - Buyacanin - Cagacag - Calantipayan - Canda Ibaba - Canda Ilaya - Cawayan - Cawayanin - Cogorin Ibaba - Cogorin Ilaya - Concepcion - De La Paz - Del Pilar - Del Rosario - Esperanza Ibaba | - Esperanza Ilaya - Guihay - Guinuangan - Guites - Hondagua - llayang Ilog A - Ilayang Ilog B - Inalusan - Jongo - Lalaguna - Lourdes - Mabanban - Mabini - Magallanes - Maguilayan - Mahayod-Hayod - Mal-ay - Mandoog - Manguisian - Matinik - Monteclaro - Pamampangin - Pansol - Peñafrancia - Pisipis - Rizal (Rural) - Roma - Rosario - Samat - San Andres - San Antonio - San Francisco A | - San Francisco B - San Isidro - San Jose - San Miguel (Dao) - San Pedro - San Rafael - San Roque - Silang - Sta. Catalina - Sta. Elena - Sta. Jacobe - Sta. Lucia - Sta. Maria - Sta. Rosa - Sta. Teresa - Sto. Niño Ibaba - Sto. Niño Ilaya - Sugod - Sumilang - Tan-ag Ibaba - Tan-ag Ilaya - Tocalin - Vegaflor - Vergaña - Veronica - Villa Aurora - Villa Espina - Villageda - Villahermosa - Villamonte - Villanacaob |

## Söhne und Töchter
- Emilio Marquez (* 1941), römisch-katholischer Geistlicher, emeritierter Bischof von Lucena